# Relaciones España-Luxemburgo
Las relaciones España-Luxemburgo son las relaciones bilaterales entre estos dos países. Estados miembros de la Unión Europea (UE), ambos forman parte del espacio Schengen y de la eurozona. Son también miembros de la Organización del Tratado del Atlántico Norte (OTAN). 

## Representación diplomática
La Consejería de Educación de la Embajada de España (con residencia en Bruselas, acreditada para Bélgica, Países Bajos y Luxemburgo) dispone de un despacho en el edificio consular de la Embajada de España en Luxemburgo y de un Centro de Recursos ubicado en la única aula de lengua y cultura españolas en Luxemburgo capital.
En este servicio se realizan fundamentalmente tareas de asesoría, elaboración de informes, consultas, formación de profesores, organización de actividades culturales, contactos con la administración luxemburguesa y apoyo a las numerosas iniciativas de la Embajada de España relacionadas con la promoción del español. También se dan clases para hijos de ciudadanos españoles residentes en Luxemburgo, en el marco de la llamada “aula de lengua y cultura españolas”.

## Relaciones económicas
Las buenas previsiones a corto y medio plazo de la economía luxemburguesa hacen previsible que las relaciones económicas con España prosigan en la misma senda o incluso mejoren en los años venideros. Al mismo tiempo, cabe señalar que existen posibilidades de cooperación en un importante número de sectores con gran potencial de desarrollo en Luxemburgo como son: las comunicaciones y la producción audiovisual; logística; investigación y desarrollo; construcción; sector agroalimentario y todo lo relacionado con servicios y productos financieros.
Además, al ser Luxemburgo sede de instituciones de la Unión Europea puede igualmente preverse un incremento de la participación de las empresas españolas en las numerosas licitaciones que se convocan, además de ser la sede de la Agencia de la OTAN para compras y suministros (NSPA).

## Cooperación

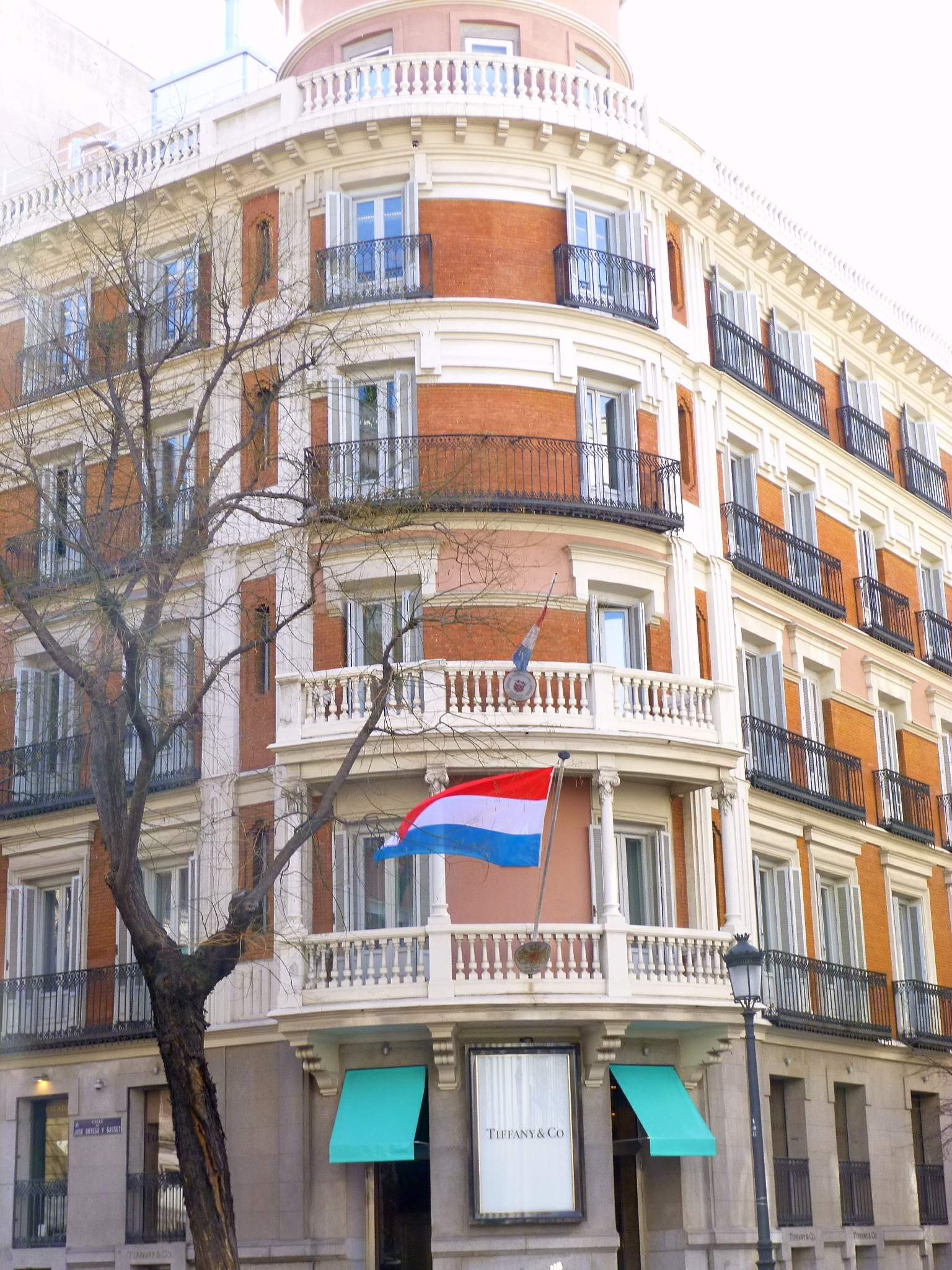
Embajada de Luxemburgo en Madrid

Luxemburgo no es destinatario de cooperación española para el desarrollo. Cabe mencionar que en 2007 se mantuvieron contactos entre la Cooperación española y la luxemburguesa con el fin de estudiar una posible acción conjunta en algún país tercero (eventualmente en América Central).

## Visitas en los últimos diez años
En enero de 2007, el Ministro de Asuntos Exteriores y Cooperación de España realizó una vista de trabajo a Luxemburgo, especialmente marcada por los asuntos europeos. En junio del mismo año, el primer ministro Juncker viajó a España, donde se entrevistó, entre otras autoridades, con el ministro de Economía.
El acontecimiento más relevante del año desde la perspectiva bilateral fue sin duda la Visita de Estado de SSMM los Reyes en abril de 2007. Los Reyes mantuvieron diversos contactos de alto nivel y con la comunidad española y visitaron la sede e instalaciones industriales de empresas con capital español y luxemburgués, como Arcelor-Mittal y SES-Global.
También inauguraron una importante exposición en dedicada a Pedro Ernesto de Mansfeld, gobernador español de Luxemburgo (y después de los Países Bajos) en la época de Felipe II y Felipe III. Por su parte, SS.MM. los Reyes Felipe y Letizia volvieron a Luxemburgo para una visita de un día de duración en noviembre de 2014; durante la misma almorzaron con los Grandes Duques y los herederos, y celebraron audiencias con el presidente del Gobierno, el presidente de la Cámara de Diputados y el ministro de Asuntos Exteriores.

## Misiones diplomáticas
- España tiene una embajada en la Ciudad de Luxemburgo.[5]
- Luxemburgo tiene una embajada en Madrid[6] y siete consulados en Alicante, Barcelona, Bilbao, Las Palmas de Gran Canaria, Málaga, Palma de Mallorca y Sevilla.[7]